# The Commuter
The Commuter (bra: O Passageiro; prt: The Commuter - O Passageiro) é um filme de suspense britânico-francês-norte-americano de 2018, dirigido por Jaume Collet-Serra, escrito por Byron Willinger, protagonizado por Liam Neeson, Vera Farmiga, Sam Neill, Elizabeth McGovern, Jonathan Banks e Patrick Wilson. O filme foi lançado nos Estados Unidos em 12 de janeiro de 2018, pela Lionsgate, no Reino Unido em 19 de janeiro de 2018, pela StudioCanal, em Portugal em 18 de janeiro de 2018 e no Brasil em 8 de março de 2018 pela California Filmes.

## Elenco
- Liam Neeson como Michael McCauley.
- Vera Farmiga como Joanna.
- Patrick Wilson como Detetive Alex Murphy.
- Jonathan Banks como Walt.
- Sam Neill como Capitão Dave Hawthorne.
- Elizabeth McGovern como Karen McCauley.
- Dean-Charles Chapman como Danny McCauley.
- Florence Pugh como Gwen.
- Clara Lago como Eva.
- Kingsley Ben-Adir como Agente Especial García.
- Killian Scott como Agente do FBI Dylan.
- Letitia Wright como Jules Skateboarder.
- Kobna Holdbrook-Smith como Oliver.
- Roland Møller como Jackson.

## Produção

### Desenvolvimento
Em janeiro de 2010, Olatunde Osunsanmi abordou o filme como diretor da produtora Gold Circle Films, com um roteiro escrito por Byron Willinger e Philip de Blasi. Mais de um ano depois, em agosto de 2011, Julian Jarrold foi anunciado para dirigir o filme de Gold Circle. Em janeiro de 2016, Jaume Collet-Serra fechou um acordo para dirigir o filme, marcando sua quarta colaboração com Neeson, e também foi anunciado que o produtor executivo seria um colega dele na Ombra Films, Juan Sola.

### Elenco
Em setembro de 2015, foi anunciado que Liam Neeson estrelaria o thriller de ação, produzido pela StudioCanal e The Picture Company. Em junho de 2016, Vera Farmiga se juntou ao elenco em um papel descrito como “uma mulher misteriosa embarcando em um trem próximo e propondo uma oportunidade tentadora ao personagem de Neeson, que terá consequências terríveis se o aceitar”. O projeto marca a segunda colaboração profissional entre Farmiga e Collet-Serra, após o thriller psicológico de 2009 Órfã. Em 13 de julho, Sam Neill, Elizabeth McGovern e Jonathan Banks se juntaram ao elenco principal. Em agosto de 2016, Kobna Holdbrook-Smith também se juntou a um papel desconhecido. Nesse mesmo mês, foi confirmado que Patrick Wilson seria um amigo de confiança do personagem Neeson.

### Filmagem
A filmagem começou em 25 de julho de 2016 no Pinewood Studios em Buckinghamshire, Inglaterra, e depois continuou em Nova Iorque. Neeson e McGovern foram vistos no set de filmagens na estação ferroviária Worplesdon, em Surrey, em 18 de setembro de 2016.

## Lançamento
Em novembro de 2015, a Lionsgate comprou previamente os direitos de distribuição doméstica do filme, em um acordo com a StudioCanal. The Commuter foi originalmente programado para ser lançado nos Estados Unidos em 13 de outubro de 2017, mas foi adiado para 12 de janeiro de 2018. Da mesma forma, no Reino Unido, o filme estrearia em 20 de outubro de 2017 pela StudioCanal, mas foi adiado para 19 de janeiro de 2018, de acordo com a reprogramação nos Estados Unidos.

## Recepção
The Commuter recebeu críticas mistas a positivas de parte da crítica e da audiência. No portal especializado aa internet Rotten Tomatoes, o filme tem uma aprovação de 57%, com base em 188 críticas, com uma classificação de 5,4/10 e um consenso crítico que diz: “O elenco de The Commuter é melhor que seu roteiro profissional - o que ajuda a tornar esse thriller de ação razoavelmente divertido de Liam Neeson, que vale o preço de um ingresso matutino ou aluguel, se não um ingresso com preço total”. A audiência recebeu 40% de aprovação, com base em 4889 votos, com uma classificação de 3,1/5.
A página do Metacritic atribuiu ao filme uma classificação de 56 em 100, com base em 44 críticas, indicando “críticas mistas”. O público do CinemaScore atribuiu um “B” em uma escala de A+ a F. Já no AdoroCinema, a avaliação da imprensa foi de 2,9/5, a dos usuários foi de 3,9/5 e a do próprio site foi de 3,5/5.